# Люченталь
Люченталь (нем. Lütschental) — коммуна в Швейцарии, в кантоне Берн.
Входит в состав округа Интерлакен. Население составляет 249 человек (на 31 декабря 2006 года). Официальный код — 0586.

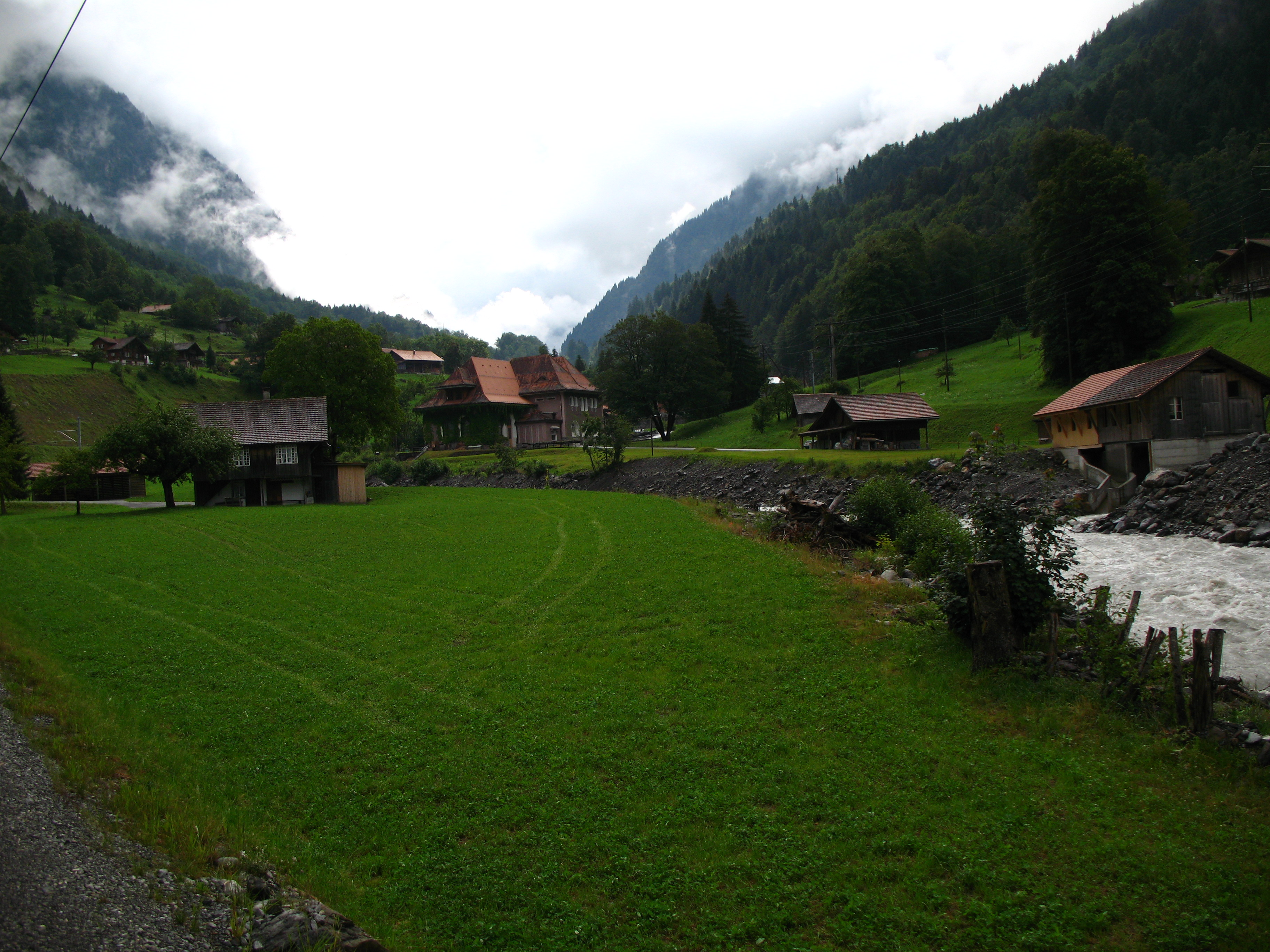
Чёрная река Лючине в Лючентале